# Yamazaki Kosuke
Kosuke Yamazaki (sinh ngày 30 tháng 12 năm 1995) là một cầu thủ bóng đá người Nhật Bản.

## Sự nghiệp câu lạc bộ
Kosuke Yamazaki đã từng chơi cho Ehime FC.